# Metacyclops problematicus
Metacyclops problematicus – gatunek widłonoga z rodziny Cyclopidae. Nazwa naukowa tego gatunku skorupiaków została opublikowana w 1973 roku przez belgijskiego biologa Henriego J. Dumonta.